# Wayne Smith
Wayne Ross Smith (Waikato, 19 de abril de 1957) es un exjugador y entrenador neozelandés de rugby que se desempeñaba como apertura.

## Carrera
Desarrolló toda su carrera en Canterbury RFU debutando con 20 años en 1977 y retirándose en 1990. Smith se caracterizaba por ser uno de los pocos aperturas que no pateaba a los palos.

### Centenario de la World Rugby
Fue uno de los invitados de honor para participar del Centenario de la World Rugby jugando para Overseas Unions.

## Selección nacional
Debutó en los All Blacks en junio de 1980 y jugó con ellos irregularmente hasta su última convocatoria en noviembre de 1985. En total jugó 17 partidos y marcó dos drops (6 puntos).

### New Zealand Cavaliers
Formó parte del conocido seleccionado rebelde de los All Blacks conocido como los New Zealand Cavaliers que desobedeció a la world rugby y partió de gira a Sudáfrica en 1986.

## Palmarés
- Campeón del South Pacific Championship de 1986.
- Campeón de la ITM Cup de 1983.